# (5858) Боровицкия
(5858) Боровицкия (лат. Borovitskia) — типичный астероид главного пояса, открыт 28 сентября 1978 года советским астрономом Людмилой Черных в Крымской астрофизической обсерватории и 20 июня 1997 года назван в честь Боровицкого холма.

## Обнаружение и именование
(5858) Боровицкия
Открыт 28 сентября 1978 года в Научном Л. И. Черных.
Назван в честь Боровицкого холма (от русского слова «бор» или сосновый лес), места расположения первых построек в древнем московском поселении. В XIV веке на холме была возведена каменная крепость, известная как Кремль.
Оригинальный текст (англ.)5858 Borovitskia
Discovered 1978-09-28 by Chernykh, L. I. at Nauchnyj.
Named for Borovitskij hill (from the Russian word bor or pine forest), the location of the first buildings in the ancient settlement of Moscow. In the fourteenth century a stone fortress, known as the Kremlin, was erected on the hill.
Источники: DISCOVERY.DB; M.P.C. 30097.

## Физические характеристики
Астероид относится к таксономическому классу V.
По результатам наблюдений в видимом и ближнем инфракрасном диапазоне космического телескопа NEOWISE диаметр астероида сначала оценивался равным 5,63±0,33 км, позже — 5,629±0,327 км. Согласно тем же источникам альбедо оценивается как 0,464±0,072.